# Keriofloden
För andra betydelser av namnet, se Kerio.

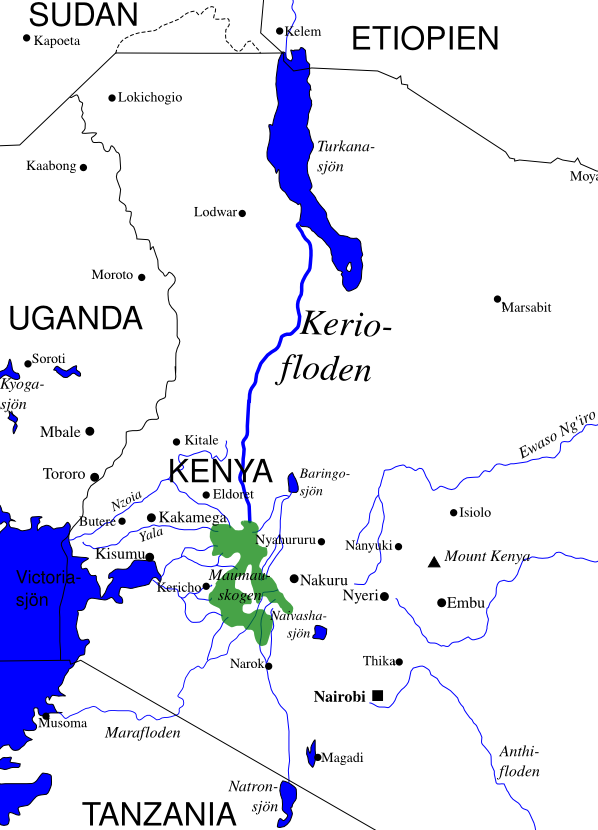
Karta över Kerioflodens sträckning

Keriofloden är en flod i Rift Valley-provinsen i Kenya. Den börjar som många andra västkenyanska floder i Mauskogen, nära ekvatorn och flyter sedan norrut till Turkanasjön. 